# Хёк, Элин
Элин Сигнхильда Хёк (швед. Elin Signhild Hök; 7 января 1889, Клекеберга — 1974, Стокгольм) — шведская слепая писательница и библиотекарь. Выступала за права слепых на профессиональное обучение и трудоустройство.

## Биография и творчество
Элин Хёк родилась в 1889 году в приходе Клекеберга. О её происхождении и родителях ничего не известно. Девочку воспитывала Теа Эмилия Хёк, вдова. Когда Элин было 17 лет, она полностью ослепла. Она ходила в школу для девочек в Кальмаре, куда переехала вместе с приёмной матерью. Затем она уехала в Стокгольм с художником Иваном Хофлундом, с которым у неё был роман. У неё родилась дочь, однако девочку отдали на воспитание в приёмную семью.
Элин хотела стать учительницей для слепых и прошла соответствующее обучение в Стокгольме. Однако на работу её не приняли, поскольку директор Института слепых не верил, что незрячая преподавательница сможет работать и поддерживать дисциплину. В 1913 году она получила место библиотекаря в Ассоциации слепых (De Blindas Förening), а в 1933 году стала директором библиотеки. Перед этим она прошла специальное обучение для незрячих библиотекарей в Англии и Франции.
Элин Хёк написала две книги, опубликованные в издательстве Альберта Бонье. Первая книга — сборник новелл «Alvarens folk» (1924) — получила очень хорошие отзывы. Второй сборник, «Majestätets grannar», был издан в 1929 году.
Будучи членом Ассоциации слепых, Хёк вела кампанию за обучение слепых девушек секретарским навыкам. В частности, она выступала за то, чтобы в программу обучения слепых ввели печатание на машинке и стенографию. Она также убеждала работодателей брать на работу слепых женщин, и, в частности, сумела добиться, чтобы на табачной фабрике их обучали скручивать сигареты.
Элин Хёк была замужем за Класом Лундином, одним из членов правления Ассоциации слепых. Он умер в 1940-х годах. Элин пережила его на три десятилетия, причём в последние годы жизни к её слепоте добавилась глухота.
Элин Хёк умерла в 1974 году и была похоронена на Северном кладбище в Сольне.